# 斯克里夫納冰川
斯克里夫納冰川（英語：Scrivener Glacier），是南極洲的冰川，位於維多利亞地的斯科特海岸，最終在阿倫湯姆森山以西注入麥基冰川，由英國探險隊繪入地圖和命名，現時由南極條約體系管理。